# Anagni
Anagni település Olaszországban, Lazio régióban, Frosinone megyében. Lakosainak száma 20 734 fő (2023. január 1.). Anagni Acuto, Colleferro, Gavignano, Paliano, Piglio, Sgurgola, Montelanico, Segni, Ferentino, Gorga és Fumone községekkel határos. A „pápák városának” nevezik, mert négy pápa: IX. Gergely, IV. Sándor, VIII. Bonifác szülőhelye volt (néha ide sorolják még III. Innocentet is, aki valójában a közeli Gavignano szülötte), és több pápa gyakori tartózkodási helye volt.

## Története
A középkorban a pápai államhoz tartozott; a pápáknak palotájuk állott a városban. Komolyabb történelmi jelentőségre 1303. szeptember 3-án tett szert, amikor IV. (Szép) Fülöp francia király Guillaume Nogaret vezette fegyveresei megrohanták a palotát, hogy elfogják, Franciaországba hurcolják, és az ott a megfélemlített francia főpapokból összehívandó „zsinattal” elítéltessék a palotában időző VIII. Bonifác pápát.
Az akció részleges sikerrel járt: a franciák egész napos harc után estefelé egy őrizetlenül felejtett hátsó bejáraton betörtek a palotába, és elfogták a pápát. Eközben több bíborost meggyilkoltak, köztük Bicskei Gergely választott esztergomi érseket; a többiek szertefutottak. A franciák két éjjelen és egy napon át kínozták a pápát, akit a harmadik nap reggelén a bíborosok által fellázított tömeg szabadított ki. Sebesüléseibe egy hónappal később, október 11-én, Rómában halt bele. Az akció következtében a pápák sokat vesztettek tekintélyükből; a támadás előtti világi hatalmukat soha többé nem nyerték vissza. Ezután vette kezdetét a majdnem hét évtizeden át tartó, ún. avignoni fogságuk.

## Népessége
Lakossága az elmúlt években az alábbi módon változott:
| Lakosok száma | 21 411 | 21 404 | 20 734 |
|               | 2017   | 2018   | 2023   |